# Leprosorium

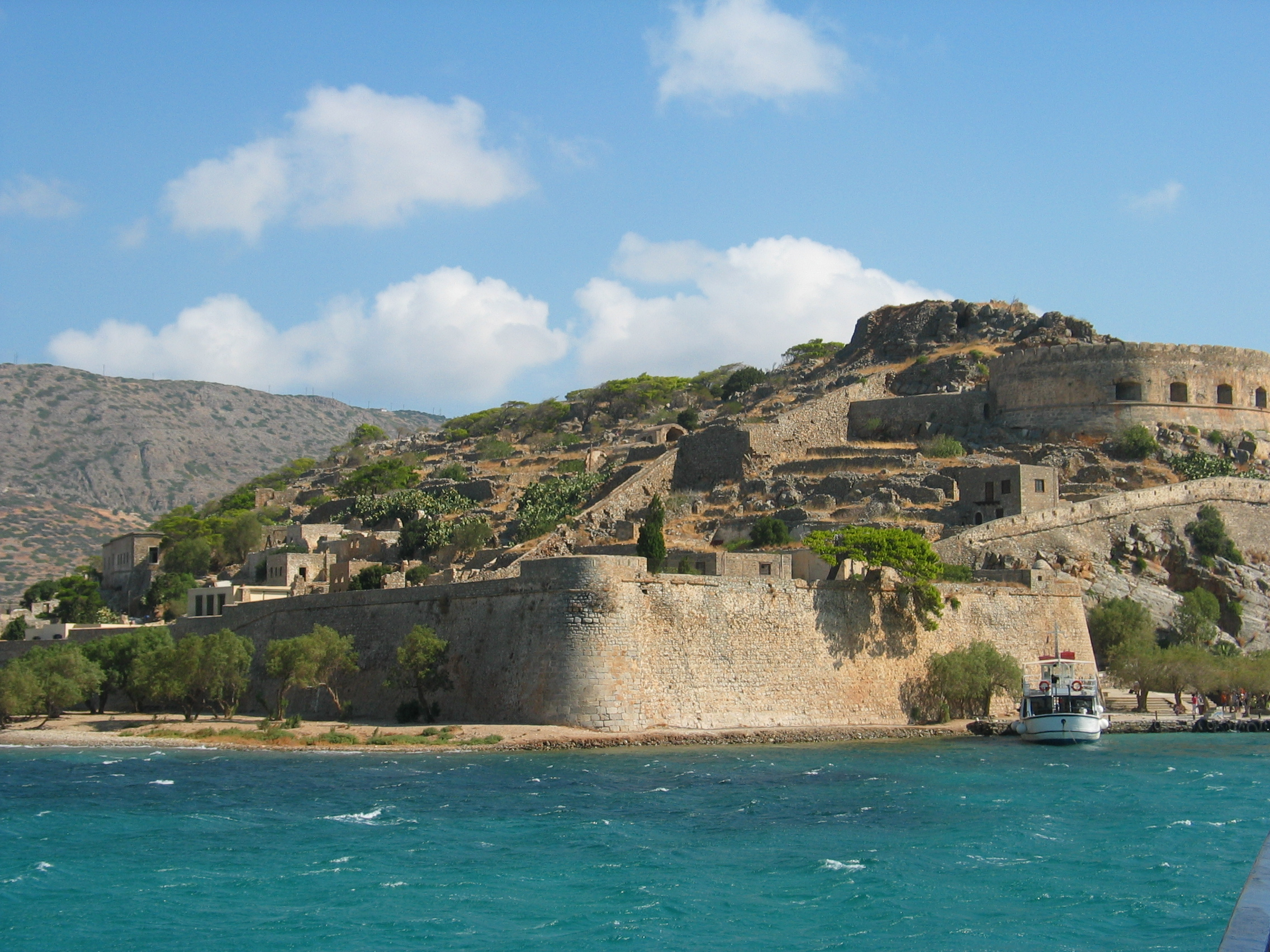
Spinalonga vor Kreta, bis 1957 eine der letzten Leprakolonien in Europa

In einem Leprosorium (Leprosenhaus, lateinisch domus leprosorum), als Sondersiechenhaus eine Form des Siechenhauses, oder in einer Leprakolonie, wurden von der Antike bis in die Neuzeit an Lepra, genannt auch „Aussatz“ (womit auch andere auffällige Hauterkrankungen bezeichnet wurden), Erkrankte vom Rest der Bevölkerung isoliert, um bei Fehlen wirksamer Medikamente eine Weiterverbreitung der Krankheit zu verhindern.

## Geschichte der Leprosorien
Vom Altertum bis in die Gegenwart existierten verschiedene Formen der Isolierung (Isolation, Quarantäne, „Aussetzung“, Absonderung, Sequestrierung, Hospitalisierung, Internierung, Asylierung, Verbannung, Ausgrenzung) von Aussätzigen, d. h. von als ansteckend geltenden Erkrankten (bis in die Gegenwart auch von Geheilten:S. 45 f.).
Der Entwicklung von Leprosorien (genannt auch „Gutleuthäuser“) ging oftmals das sogenannte Feldsiechentum voraus, bei dem die an Aussatz (im Mittelalter auch Feldkrankheit genannt) Erkrankten (genannt auch Gutleut) lediglich „ausgesetzt“ und im Gegensatz zur geschlossenen, etwa in einem domus leprosorum stattfindenden, Aussätzigenpflege allenfalls eine Einzelversorgung erhielten.:S. 109 f.

### Orient

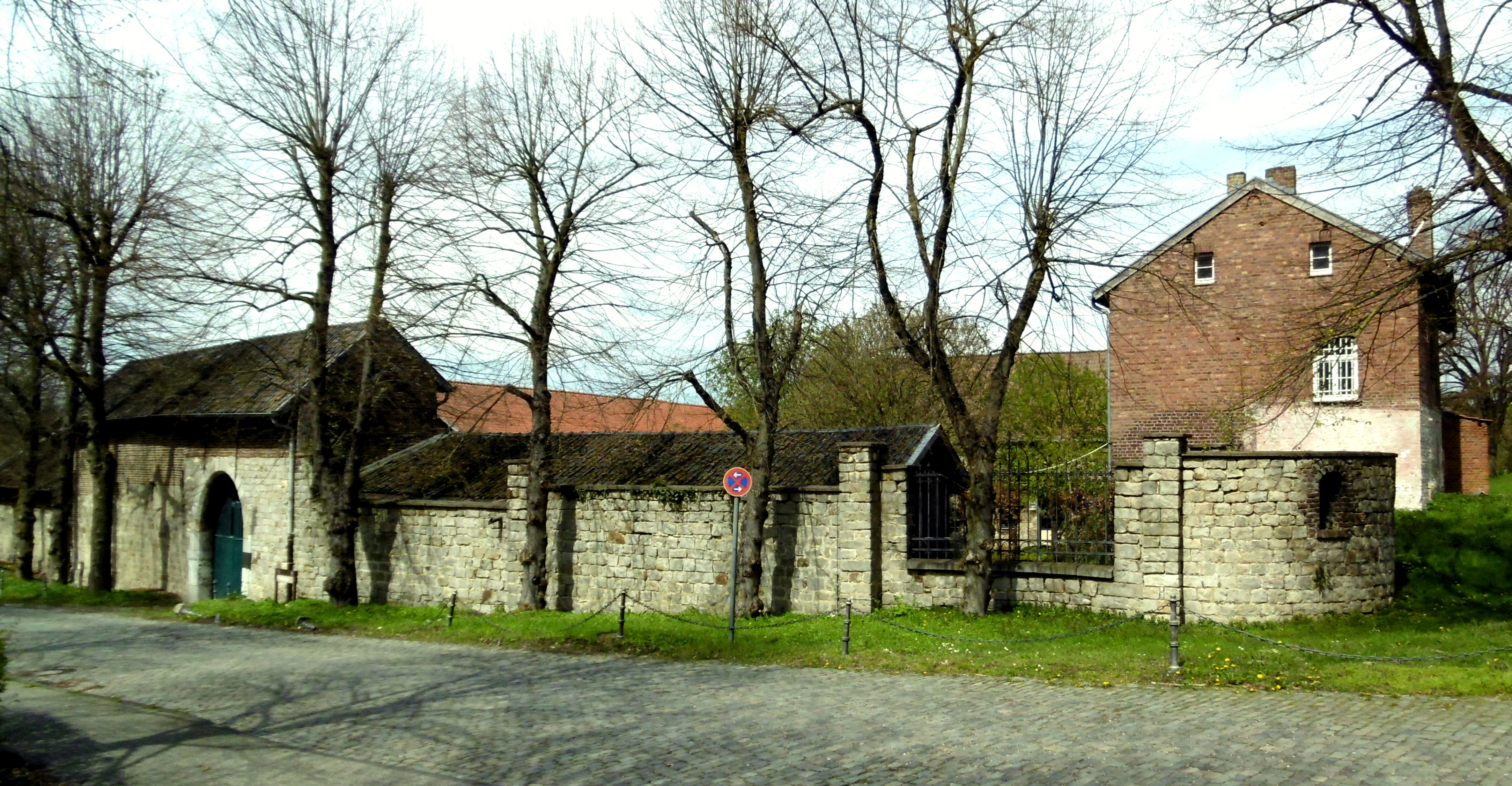
Das Gut Melaten vor den Toren Aachens ist ein Beispiel für ein Leprosorium, das als Siechenhaus genutzt wurde

Eine möglicherweise schon im alten Mesopotamien praktizierte Absonderung von Kranken findet sich biblisch belegt im frühen Judentum (und später auch im Talmud). Die alttestamentlichen Reinheitsgesetze im Buch Levitikus (3. Buch Mose) beschreiben, wie sich der vom Priester als unrein Erklärte gottgewollt zu verhalten hat (Lev 13,45–46 ): „Der Aussätzige […] soll eingerissene Kleider tragen und das Kopfhaar ungekämmt lassen; er soll den Bart verhüllen und ausrufen: Unrein! Unrein! […] Er soll abgesondert wohnen, außerhalb des Lagers soll er sich aufhalten.“ Der daraus resultierende Glaube an die Schuldhaftigkeit der Erkrankten spielte in den christlichen Ländern in späterer Zeit eine Rolle bei bestimmten Maßnahmen. „Aussatz“ ist hier eine Übersetzung von hebräisch Ṣaarʿat, was kaum die Lepra, sondern eher weniger gravierende Hauterkrankungen bezeichnete. Die vermutlich falsche lateinische Übersetzung lepra stammt aus der Vulgata des Hieronymus (Kirchenvater). In der Antike, etwa bei den Hippokratikern ist mit „Lepra“ (von griechisch lépra „Schuppe“) eher ein schuppender Ausschlag wie bei Schuppenflechte oder anderen schuppenden Dermatosen gemeint.:S. 4–9 und 15 f.:S. 841
Weitere frühe Belege für die Verbannung von Menschen, die an Lepra oder Ähnlichem erkrankt waren, an abgesonderte Orte stammen aus dem Kaiserreich China aus dem 3. Jahrhundert v. Chr. Die Kranken (ming-Krankheit oder li-Krankheit) wurden meist in die Berge verbannt, wo sie in Höhlen oder Hütten am Rand der Siedlungsräume als Feldsieche ohne Kontakt zu Familie oder Dorfgemeinschaft lebten. Später wurden die Kranken jedoch meist nicht mehr aus ihrer (konfuzianischen) Gemeinschaft ausgestoßen, sondern – um einer Ächtung zu entgehen und für Heiraten verbindungsfähig zu bleiben – innerhalb der Großfamilie versteckt. Ein von buddhistischen Mönchen im 6. Jahrhundert n. Chr. entworfenes Modell des Leprosoriums, wie es von Indien her bekannt war, hatte für die ausgestoßenen Kranken jedoch keine Bedeutung erlangt. Bis ins 19. Jahrhundert wurden in Indien von Lepra oder von dafür gehaltene Krankheiten Befallen nur in geringem Maße betreut; vielmehr wurden sie weiterhin von ihrem Familienverband ausgestoßen, lebten in Randgebieten und ernährten sich vom Betteln. Ab Beginn des 19. Jahrhunderts begann dann eine Asylierung der Aussätzigen (etwa im Auftrag der Baptist Missionary Society durch William Carey in Kalkutta).:S. 841 f.
In Byzanz wurden Aussätzige (griechisch lelōbēménoi) seit dem 4. Jahrhundert asyliert und in speziellen Einrichtungen betreut. Aus den Lepraabteilungen solcher Anstalten des byzantinischen Krankenhauswesens gingen in Konstantinopel, Sebaste, in der Nähe von Kaisarea (wo Basileios unter der Krankenhausanlage ein Lepraspital anlegen ließ:S. 14), Nikaia, Edessa, Antiochia und Jerusalem unabhängige Leprosorien hervor. In Konstantinopel befanden sich drei solcher Leprösen-Einrichtungen. Von Byzanz aus fand Leprosorium dann Nachahmer im Abendland, im arabischen und islamischen Kulturkreis und buddhistisch vermittelt in China. Im Osmanischen Reich eingerichtete Asyle dieser Art bestanden bis in die Gegenwart (Miskinler Tekkesi in Üsküdar).:S. 842 f.
Die im islamischen Kulturkreis im Mittelalter aus den antik-byzantinischen Vorbildern entwickelten Leprosorien bauten einerseits auf bestehenden Einrichtungen auf, andererseits wurden sie neu geschaffen. Diese Leprosorien wurden durch Zustiftung oder Stiftung abgesichert. So ließ der Kalif al-Walid I. im Rahmen des ersten Krankenhausbaus in Damaskus 707 auch eine, die Leprösen absondernde Abteilung:S. 17 einrichten. Ab dem 17. Jahrhundert verfielen die meisten dieser Einrichtungen und es kam zu Ansammlung von Leprösen etwa in der Nähe von Stadttoren oder Stadtmauern. Die Aussätzigen (von althochdeutsch ûz-sâzeo) wurden arabisch als al-hara („außerhalb der Städte“) bezeichnet.:S. 843

### Okzident

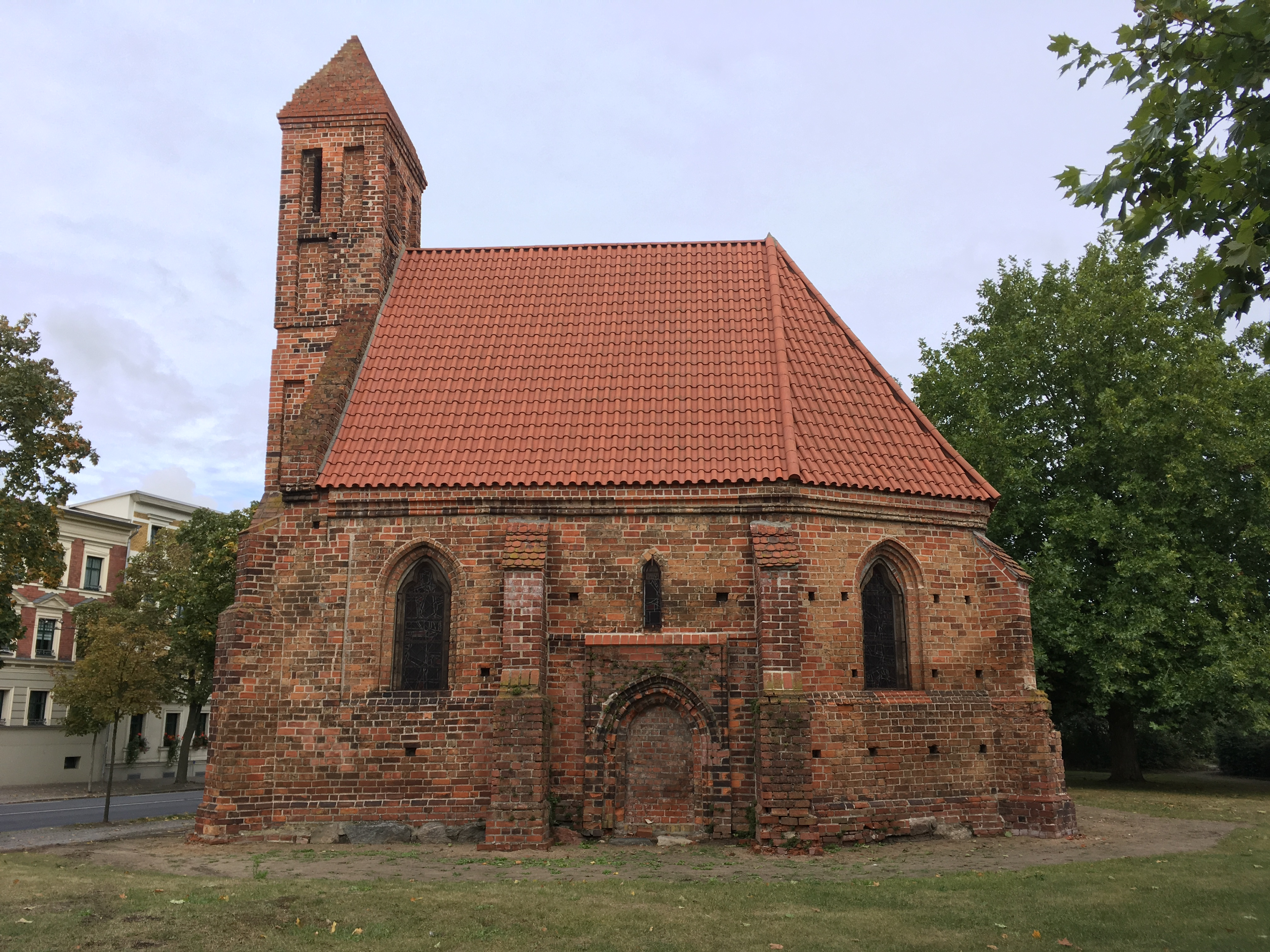
Das Sankt-Georg-Hospital in Eberswalde wurde erstmals 1359 erwähnt und diente als Leprosorium. Den Bau umgab ein Pestkirchhof. Die Hospitalkapelle entstand wohl Mitte des 14. Jahrhunderts.

Die ersten Leprosorien Europas entstanden auf französischem und deutschem Boden. Im Jahr 347 erreichte der Aussatz Arlon. Seit 460 gab es im europäischen Raum Sondersiechenhäuser, die der Ausbreitung der Lepra folgten.:S. 844 Im Jahr 583 empfahl ein Bischofskonzil in Lyon die Einrichtung von Leprosorien. Es folgte damit (wie auch die Reichssynode von Compiègne 757, etwa mit Erlaubnis der Scheidung bei Erkrankung eines Ehepartners) damit Vorgaben des Langobardischen Rechts (wie es im Edictum Rothari von 643 formuliert wird, vor der Vertreibung eine richterliche Feststellung der Diagnose voraussetzt und den ausgestoßenen Leprakranken als „gleichsam tot“ gelten lässt):S. 16 f. und auch einem Vorschlag des Konzils von 549 in Orléans.:S. 110 Durch diese Häuser sollten Aussätzige isoliert werden und außerhalb von Klöstern und Städten leben. Die Aussätzigen waren aber trotz der medizinisch sinnvollen Isolierung gesellschaftlich nicht mehr völlig ausgegrenzt.:S. 844 Den bei der „Lepraschau“ zu erhebenden Befund erstellten ein Priester, ab der Mitte des 14. Jahrhunderts auch ein Arzt, die dann die Erkrankten in die Leprosorien einwiesen (Das älteste deutschsprachige Leprazeugnis wurde 1357 in Köln niedergeschrieben. Darin sprachen drei Ärzte einen Aussatzverdächtigen bei der Lepraschau frei).:S. 22–24 Eine durchgreifende Sequestrierung von Leprakranken fand im Mittelalter jedoch nicht statt, aber auch eine Resozialisierung wie sie der Anfang des 12. Jahrhunderts gegründete Lazaritenorden (damit steht die Entstehung des Wortes „Lazarett“ in Zusammenhang):S. 25 und 27 f. propagierte war lediglich Ausnahme. Die ältesten Leprosorien West- und Mitteleuropas entstanden im deutschsprachigen Raum seit dem 7./8. Jahrhundert in Metz, Verdun und Maastricht sowie ab 720 in St. Gallen, im 12. Jahrhundert in Köln, Gent, Brüssel und Passau.
Im Jahr 789 erneuerte Karl der Große nochmals das Edikt von König Rothari und ordnete die Absonderung von Leprakranken an („[…] ut se non intermisceant alio populo“).:S. 17
Das Dritte Laterankonzil beschloss 1179 ein als karitatives Krankenrecht in die Zuständigkeit der Kirche fallendes Aussätzigenrecht, das auf Aussonderung, Ehe- und Existenzsicherung der Leprösen bedacht war.:S. 110 Auch wurde beschlossen, dass es Leprosorien erlaubt sein solle, eigene Kapellen bzw. Kirchenräume zu errichten sowie eigene Priester zu haben, solange sie andere Pfarreien nicht beeinträchtigen. Beizusetzen waren die Aussätzigen auf abgesonderten Friedhöfen.:S. 25 Sie wurden außerdem vom Zehnt befreit. Bis dahin waren die Leprosorien im Heiligen Römischen Reich auf die Bischofsstädte im Westen beschränkt gewesen. Aussätzige in anderen Gegenden hatte man sich selbst überlassen. Der Beschluss des Laterankonzils legte die Grundlage für eine Etablierung des Leprosenwesens. Allerdings war mit einer Übersiedlung ins Leprosenhaus auch eine rechtliche „Für-tot-Erklärung“ (der Aussätzige wurde tamquam mortuus, „gleichwie tot“, weiterhin aus der Gemeinschaft ausgesondert) verbunden.:S. 109 f..:S. 15–17 und 24 f. Mit dem Aufblühen der Städte im 12. Jahrhundert und dem allgemeinen Bevölkerungswachstum bis ins 13. Jahrhundert nahm die Zahl der Leprakranken zu (Im 13. Jahrhundert eröffnete ein Leprosorium in Aachen und um 1300 verfügte das Bistum Würzburg bereits über sieben „Aussätzigenhäuser“:S. 109). Darüber hinaus förderten die Enge der Städte und die oft mangelhaften hygienischen Verhältnisse die Verbreitung von Infektionskrankheiten. Die Leprosorien wurden in der „seuchenfreien“ Zeit oft zu Krankenhäusern umfunktioniert und dienten den ärmeren Bevölkerungsschichten als Hospiz.
Die Versorgung der Kranken oblag in erster Linie der Kirche, die sich um Nahrung und Kleidung für die Kranken kümmerte. Damit die Kranken als solche erkannt wurden, mussten sie besondere Kleidung tragen, häufig auch Hörner, Schellen oder mussten (wie etwa in einer Würzburger Bettelordnung von 1490 vorgeschrieben) mit hölzernen Klappern (Lazarusklappern):S. 22–25 oder durch das Rufen von „Aussatz! Aussatz!“ auf sich aufmerksam machen.
Um die Bürger der Städte zu schützen, befanden sich die Leprahäuser außerhalb der Stadt, häufig an Wasserläufen, die stadtauswärts flossen, aber meist an Hauptverkehrsstraßen oder Pilgerwegen, damit die Kranken, deren einzige Einnahmequelle die Mildtätigkeit ihrer Mitbürger war, bessere Möglichkeiten zum Betteln vorfanden.:S. 28 f.
Leprosorien gehörten zu den „Siechenhäusern“. Siech bedeutete im Mittelhochdeutschen ‚krank‘, ‚siech‘ oder ‚aussätzig‘, hatte also sehr allgemeine Bedeutung, wurde jedoch im Spätmittelhochdeutschen teilweise durch das Wort „krank“ verdrängt. Siechenhaus war ein Oberbegriff für Seuchenhospitäler (im Gegensatz zum allgemeinen Hospital abseits gelegen), und als Sondersiechenhaus für Leprosorien und die im späten 14. Jahrhundert aufkommenden Pesthäuser. Die Leprosorien standen zumeist an großen Ausfallstraßen, während die Pesthäuser völlig isoliert standen.
Auf ausgestoßene Leprakranke im Chianatal weist Dante Alighieri in seiner Göttlichen Komödie hin („Aus Valdichianas vollen Lazaretten“).:S. 28
In Norwegen wurde, nachdem der im Pflegestift für Aussätzige St. Jörgen in Bergen arbeitende Arzt Armauer Hansen 1874 den Lepraerreger als Verursacher entdeckt hatte, 1877 die Isolierung von umherziehenden leprakranken Bettlern beschlossen und 1885 eine strenge Isolierung aller Leprakranken durchgeführt. Nach einigen Jahrzehnten ging die Zahl der Leprösen deutlich zurück, unter anderem in dem besonders betroffenen Bergen.:S. 44 f.
Sanatorien für Leprakranke in Europa waren das Sanatorio San Francisco de Borja in Spanien und die Klinik in Tichilești am Rande des Donau-Deltas in Rumänien mit 19 Bewohnern im Jahr 2011.

## Außereuropäische Leprakolonien

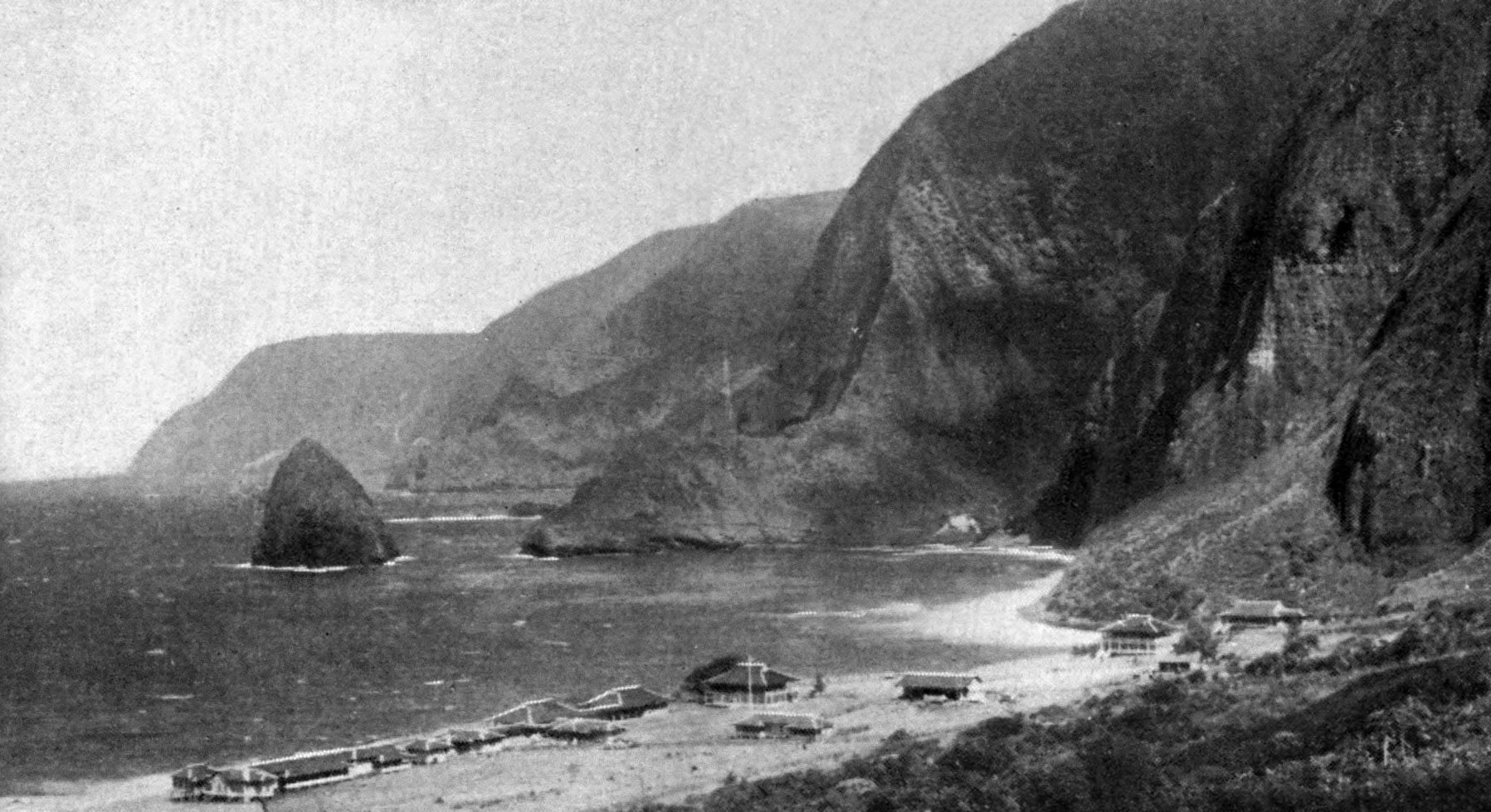
Küste von Molokaʻi (Hawaii) mit Blick auf die Leprakolonie

Im 16. Jahrhundert zeichnete sich ein Abklingen der Lepra im Okzident ab. Ausgehend von der noch stark davon betroffenen Iberischen Halbinsel wurde der Aussatz jedoch in die Neue Welt, nach Mittel- und Südamerika, verschleppt. Im Jahr 1543 erkrankte ein Spanier in Kolumbien an der Lepra. Bald darauf wurde durch Fernando Cortez Mexikos erstes Leprahospital errichtet.:S. 36–39 Nach dem Dreißigjährigen Krieg verschwand die Lepra bis auf wenige Ausnahmen in den nördlichen Ländern Europas.
Leprosorien entstanden nun oft in noch isolierterer Lage als zuvor, etwa auf kleinen Inseln wie La Désirade in der Karibik, Île aux Chèvres im Südpazifik oder Molokaʻi, wohin die Leprösen Hawaiis ab 1865 verbannt wurden. Im Jahr 1873 stand auf dem Tor zum Leprosorium Molokaʻis „Lasset alle Hoffnung fahren!“ aus Dantes Inferno. Auf den Hawaii-Inseln gab es bis 1859 keine Lepra, aber 1882 war bereits jeder dreißigste Einwohner vom Aussatz (hawaiisch maʻi pake, „chinesische Krankheit“) befallen.:S. 42
Das verursachende Bakterium wurde erst 1873 entdeckt. Im Rahmen der im 16. Jahrhundert einsetzenden Kolonisation betreuten Missionsorden und Missionsgesellschaften Leprakranke in den Kolonien, wo auch „Leprakolonien“ eingerichtet wurden. Die erste Internationale Lepra-Konferenz fand 1897 in Berlin statt und verwertete auch deren gesammelte Erfahrungen.:S. 844

## Weitere Leprosorien in Deutschland

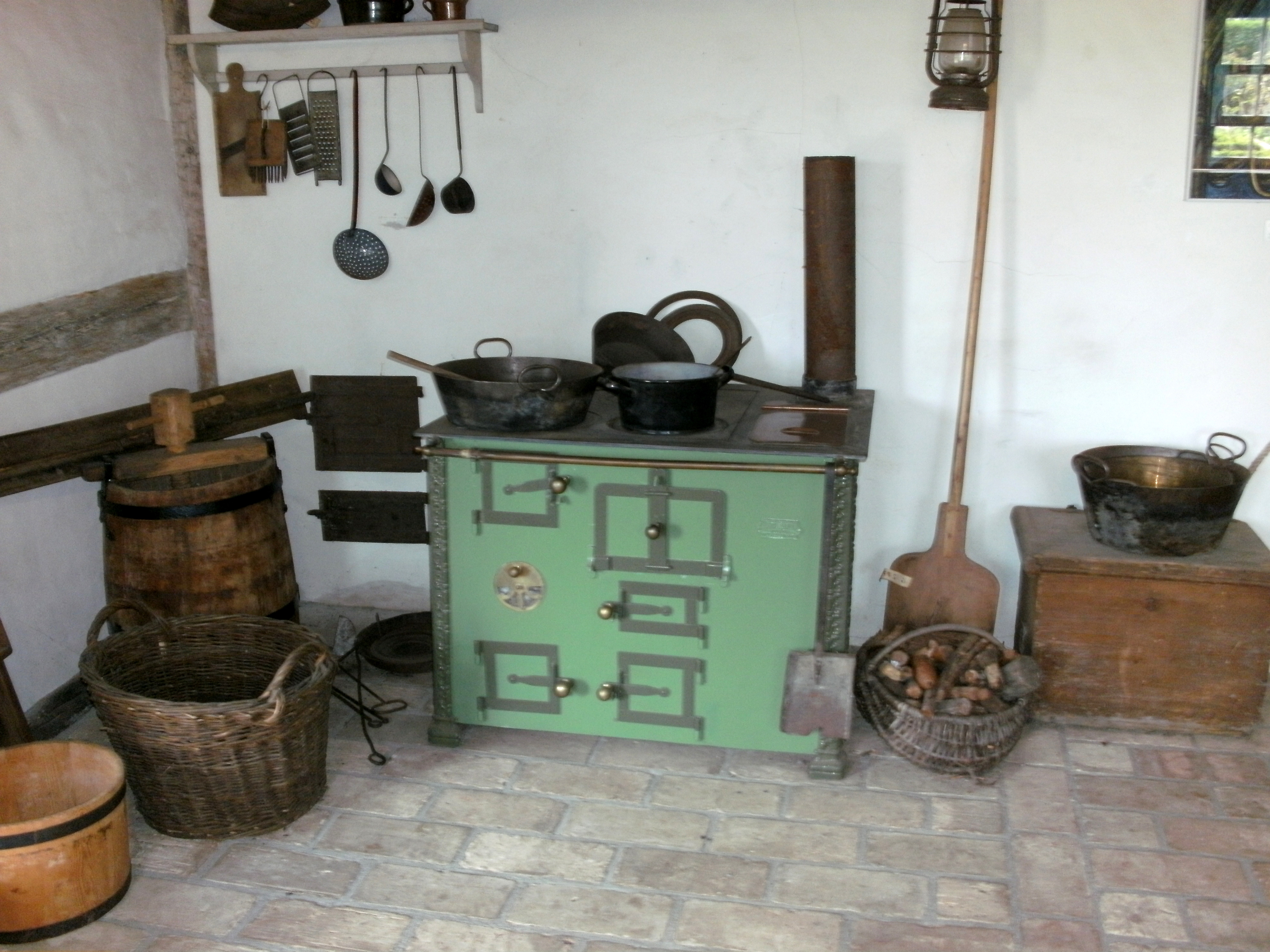
Küche des Leprosenhauses in Bad Wurzach

Von 1233 bis 1367 bestand das erste Sondersiechenhaus in Franken, St. Nikolaus außerhalb der Mauern von Schweinfurt gegründet von dem König Heinrich VII. Die Nikolaikapelle außerhalb dem Steintor vor Hannover diente dem vom Rat der Stadt vermutlich vor 1259 gestifteten Nikolai-Stift als Leprosenkapelle. Das Leprosorium St. Jost in Trier wurde 1283 erstmals urkundlich erwähnt. Diese „Leprakolonie“ hatte einen eigenen Friedhof, der Leprosenfriedhof heißt. Das Leprosenhaus in Bad Wurzach wurde 1355 erstmals urkundlich erwähnt. Leprosorien waren häufig St. Georgs-Spitäler. Das Georgenhospital im preußischen Elbing betrieb sowohl eine Abteilung für Geisteskranke („Dollhaus zu Sankt Georgen“, um 1396) als auch ein Leprosenhaus. Wo St.-Georgs-Kapellen oder St.-Jürgen-Höfe in alten Städten stehen, waren im norddeutschen Raum früher häufig Lepraheime.:S. 28 Vor den Toren Münsters an der alten Handelsstraße von Münster nach Friesland existierte ein Heim für Leprakranke, das kinderen hus (‚Kinderhaus‘) genannt wurde. Heute ist das die Bezeichnung eines Stadtteils von Münster. Die Existenz des Heims ist seit 1586 belegt. Das in dessen noch erhaltenem Langhaus untergebrachte einzige Lepramuseum Deutschlands erinnert an dieses Leprosorium sowie an die Geschichte und Bekämpfung der Leprakrankheit. Der Siechhof von Eichstätt gilt als einzige komplett erhaltene spätmittelalterliche Anlage eines Leprosoriums.
In Essen, Stadtteil Rüttenscheid, bestand ebenso ein Leprosorium; hier ist die im 15. Jahrhundert gebaute Siechenkapelle auch heute noch zu besichtigen. Das Leprosenhaus in Kaufbeuren dient heute als Pflegeheim.
Um 1700 gab es kaum noch echte Leprafälle im deutschsprachigen Raum. Leprosorien wurden, sich (etwa mit gefälschten Siechenscheinen) als Aussätzige ausgebend, von Vagabunden und Kriminellen als Unterschlupf benutzt. Dies nahm der Kurfürst Johann Wilhelm von Jülich zum Anlass die Leprahäuser von Jülich und Berg zu zerstören. Das letzte dieser Lepraheime wurde 1716 zerstört (Dieses Datum kann als Erlöschen der Lepra in Westdeutschland angesehen werden).:S. 36
Zwischen 1986 und 2006 hat der Historiker Jürgen Belker-van den Heuvel in der Zeitschrift Die Klapper Übersichten über rund 1000 nachweisbare Leprosorien auf dem Gebiet Deutschlands veröffentlicht.

## Liste von (erhaltenen) Leprosorien
- Behkadeh Rādschi, 1961 in Iran als sich selbst versorgende Dorfgemeinschaft errichtet
- Gut Melaten in Aachen
- Gutleutanlage (Mosbach)
- Gutleuthof in Frankfurt am Main
- Hof Melaten in Köln
- St. Jakob an der Birs bei Basel (Schweiz)
- St. Jost in Trier
- St. Nikolaus vor dem Gelbinger Tor in Schwäbisch Hall
- Leprosenhaus in Bad Wurzach
- Leprosorium in Münster
- Siechenhaus in Burgdorf (Schweiz)
- Siechenhaus vor Dassow
- Siechenhaus in Klein Grönau
- Siechhof Eichstätt
- Wöllriederhof in Rottendorf bei Würzburg
- Siechenhaus in Laiz, heute ein Kunstmuseum